# Carentoir
Carentoir är en kommun i departementet Morbihan i regionen Bretagne i nordvästra Frankrike. Kommunen ligger i kantonen La Gacilly som tillhör arrondissementet Vannes. År 2016 hade Carentoir 3 288 invånare.

## Befolkningsutveckling
Antalet invånare i kommunen Carentoir
| Referens: INSEE |